# Jean-François Rossignol
Pour les articles homonymes, voir Rossignol (homonymie).
Jean-François Rossignol est un chimiste et médecin né en France le 5 septembre 1943. Il a étudié à l'Université de Paris, et s'est spécialisé en médecine tropicale. Il a poursuivi sa carrière dans le milieu universitaire et l'industrie pharmaceutique où il a découvert et développé de nouveaux médicaments pour le traitement de maladies parasitaires : l'halofantrine pour le traitement du paludisme ou l'albendazole et la nitazoxanide pour le traitement de infections intestinales à protozoaires, qui est aussi un vermifuge. En 1993, il a co-créé sa propre société pharmaceutique, Romark Laboratoires, L. C., pour développer sa propre invention la nitazoxanide, la première de la thiazolides. Rossignol a étudié à l'Université de Stanford l'activité antivirale du nitazoxanide pour l'hépatite C sous les prof. Emmet Keeffe et Jeffery Glenn.

## Biographie

### Études
Rossignol a étudié la chimie à l'Université de Paris sous le Prof. Paul Cadiot et préparé un doctorat en chimie organique de synthèse dans le Département de Chimie de l'Institut du Radium, à l'origine de la division de Radiobiologie et de Recherche sur le Cancer de l'Institut Pasteur. 

### Découverte du Nitazoxanide
Après la soutenance de sa thèse de doctorat en chimie à l'Université de Paris, il est retourné faire des études de médecine. Rossignol avait rencontré Raymond Cavier, Professeur de Parasitologie à la faculté de Pharmacie de l'Université de Paris, chef du laboratoire de parasitologie, à la recherche de nouveaux médicaments pour le traitement du paludisme et des parasites intestinaux. Cavier avait testé certains des composés que Rossignol avait synthétisé pour son doctorat en chimie, et il a offert à Rossignol la possibilité de rejoindre son laboratoire tout en continuant ses études de médecine. En 1974, Rossignol et Xavier ont découvert le nitazoxanide, la première des thiazolides. Il a d'abord été administré chez l'homme en France dans le traitement de Taenia saginata et Hymenolepsis nana sur un petit nombre de patients.

### Médecine tropicale
En 1980, Rossignol rencontre le Professeur Pierre Pène à Marseille. Pène a passé sa vie professionnelle en Afrique de l'Ouest, d'abord à Dakar, au Sénégal, au plus tard à Abidjan, en Côte d'Ivoire, où il a fondé la première école de médecine (1962) et en est devenu par la suite son premier doyen. De Marseille, Pène forme Rossignol en médecine tropicale. Pendant ce temps, le laboratoire SmithKline à Philadelphie, en Pennsylvanie, au courant des travaux en parasitologie menées dans le laboratoire de Paris, charge Rossignol du développement du vermifuge albendazole, pour le traitement des helminthiases. Ensuite, à Genève, il travaille à la Division des Maladies Parasitaires de l'Organisation Mondiale de la Santé, sous la direction de Andrew Davis, sur deux médicaments antiparasitaires, le praziquantel et l'albendazole. Le praziquantel est une avancée majeure dans le traitement de la schistosomiase, efficace contre les cinq souches du parasite. L'albendazole est l'un des vermifuges les plus largement utilisés dans les pays en développement. Les deux médicaments ont été inclus dans la liste des Médicaments Essentiels.
Tout en travaillant avec Cavier à Paris, Rossignol travaille aussi sur les antipaludiques avec le Programme Antipaludique de l'Armée des États-Unis, basé au Walter Reed Army Institute of Research près de Washington DC. Il termine les travaux entrepris par l'armée avec l'halofantrine, et mène trois études cliniques bien contrôlées en France, au Mali et en Guyane française pour le traitement du paludisme (souches résistantes ou non), impliquant SmithKline dans le processus,. l'albendazole et l'halofantrine ont reçu leur approbation réglementaire aux États-Unis de la Food and Drug Administration sous les noms commerciaux d'Albenza et Halfan, respectivement, et ont été agréés dans un grand nombre de pays à travers le monde. Ils sont encore commercialisés aujourd'hui par GlaxoSmithKline, successeur de SmithKline.

### Le nitazoxanide et les Thiazolides
En 1993, le nitazoxanide est reciblé (en collaboration avec l' Institut National de l'Allergie et des Maladies Infectieuses des National Institutes of Health à Bethesda) comme le premier traitement efficace contre les protozoaires Cryptosporidium parvum. Il a par la suite été développé par Romark Laboratoires, L. C. tant pour les immunocompétents que les immuno-supprimés, en particulier ceux atteints du SIDA (mais avec de mauvais résultats pour ceux-ci),. Il est finalement approuvé aux États-Unis par la Food & Drug Administration sous le nom commercial d'Alinia.
La découverte fortuite de l'activité antivirale du nitazoxanide et la découverte de son mécanisme d'action conduit à la découverte d'une toute nouvelle classe de médicaments antiviraux, les thiazolides, stimulant la production d'interférons par les cellules immunitaires de l'hôte et bloquant la traduction virale. Les effets de thiazolides sur l'immunité adaptative et plus spécifiquement sur les lymphocytes T, les lymphocytes B et les lymphocytes NK sont l'objet d'intenses recherches à l'Université d'Oxford et aux National Institutes of Health et pourraient conduire à une nouvelle approche dans le traitement de nombreuses autres maladies telles que le SIDA, mais aussi de certains cancers ou de maladies auto-immunes. Romark Laboratoires a rapidement lancé la synthèse de centaines de thiazolides deuxième génération avec Andrew Stachulski de l'Université de Liverpool, et de nouveaux dérivés sont maintenant en développement clinique pour le traitement de maladies virales telles que les entérites virales causées par le rotavirus et le norovirus, la grippe et les affections grippales et l'hépatite B et C,,,,. Le nitazoxanide est le premier traitement jamais découvert pour la diarrhée à oocystes, la gastro-entérite virale causée par le norovirus ou par le rotavirus et le virus respiratoire syncytial. Il a peut-être été administré à des nourrissons âgés de 2 à 12 mois.

#### Effet antiviral du nitazoxanide contre lacovid-19
Le nitazoxanide fait partie des molécules qui présentent une activité antivirale contre le SRAS-CoV-2, selon le criblage opéré avec la méthode HCS au CHU de Lille dès le début de l'épidémie de Covid-19.
Ses rapports qualité/prix et bénéfices/risques le désigne comme "meilleur que celui des anticorps monoclonaux existants ou en développement". Le Dr Jean-François Rossignol souligne que « C’est un médicament à prendre dans les trois premiers jours de l’infection ».
En avril 2021, une étude de phase 3 positive, est conduite aux USA par le laboratoire Romark qui développe la molécule. Une autorisation de mise sur le marché prochaine par la FDA (Food and Drug Administration) est espérée alors.

### Honneurs et récompenses
Au Royaume-Uni, le Dr Rossignol est élu Fellow de la Société Royale de Chimie (MSRC), du Royal College of Pathologists (FRCPath) et membre Honoraire de la Faculté de Médecine Pharmaceutique de la Royal college of Physicians du Royaume-Uni (HonFFPM). Il est également Fellow de la Royal Society of Tropical Medicine and Hygiene et de la Société Royale de Médecine. Aux États-Unis, il a été élu fellow de l'ordre des Médecins de Philadelphie (FCPP), la plus ancienne association médicale du nouveau monde, qui a plus de 200 ans. Il est membre de la Société Américaine de Médecine Tropicale et d'Hygiène, de la Société Américaine pour la Microbiologie, de l'American Chemical Society et l'Association Américaine pour l'Étude des Maladies du Foie. Il a reçu un doctorat honoris causa de l'Universidad Nacional de Cajamarca au Pérou, dans les Andes  où il a passé de nombreuses années avec son équipe médicale pour le traitement des maladies parasitaires tropicales. 
Pour son travail dans la communauté locale, il a également été fait membre honoraire du Colegio Médico del Pérou. Rossignol occupe plusieurs postes de professeurs de plusieurs universités : principalement à l'Université Stanford en Californie et à l'Université d'Oxford, deux institutions où il a effectué la majorité de sa recherche fondamentale et clinique. 
Il a écrit plus de 100 articles examinés par des pairs dans des revues scientifiques et médicales, et a reçu 31 brevets pour de nouveaux médicaments pour le traitement des maladies infectieuses. 
Pendant 11 ans, il été consultant, et plus tard  un expert en maladies parasitaires pour l'Organisation Mondiale de la Santé à Genève, en Suisse. 
Il vit aux États-Unis depuis 1982.